# Félix de Roma (patrón de Villafranca)
San Félix, patrón de Villafranca del Panadés, fue un mártir romano que fue sepultado en la Catacumba de Calepodio, situada en el tercer tramo de la vía Aurelia. Se trata de un cuerpo santo venerado en Villafranca, población de la que es santo patrón.
No se tiene que confundir con otros mártires romanos del mismo nombre, como Félix de Roma, Félix, el hijo de Santa Felicidad o Félix, el martirizado con Adaucte (la fiesta de este último coincide con la del patrón de Villafranca, el 30 de agosto).

## Historia y veneración

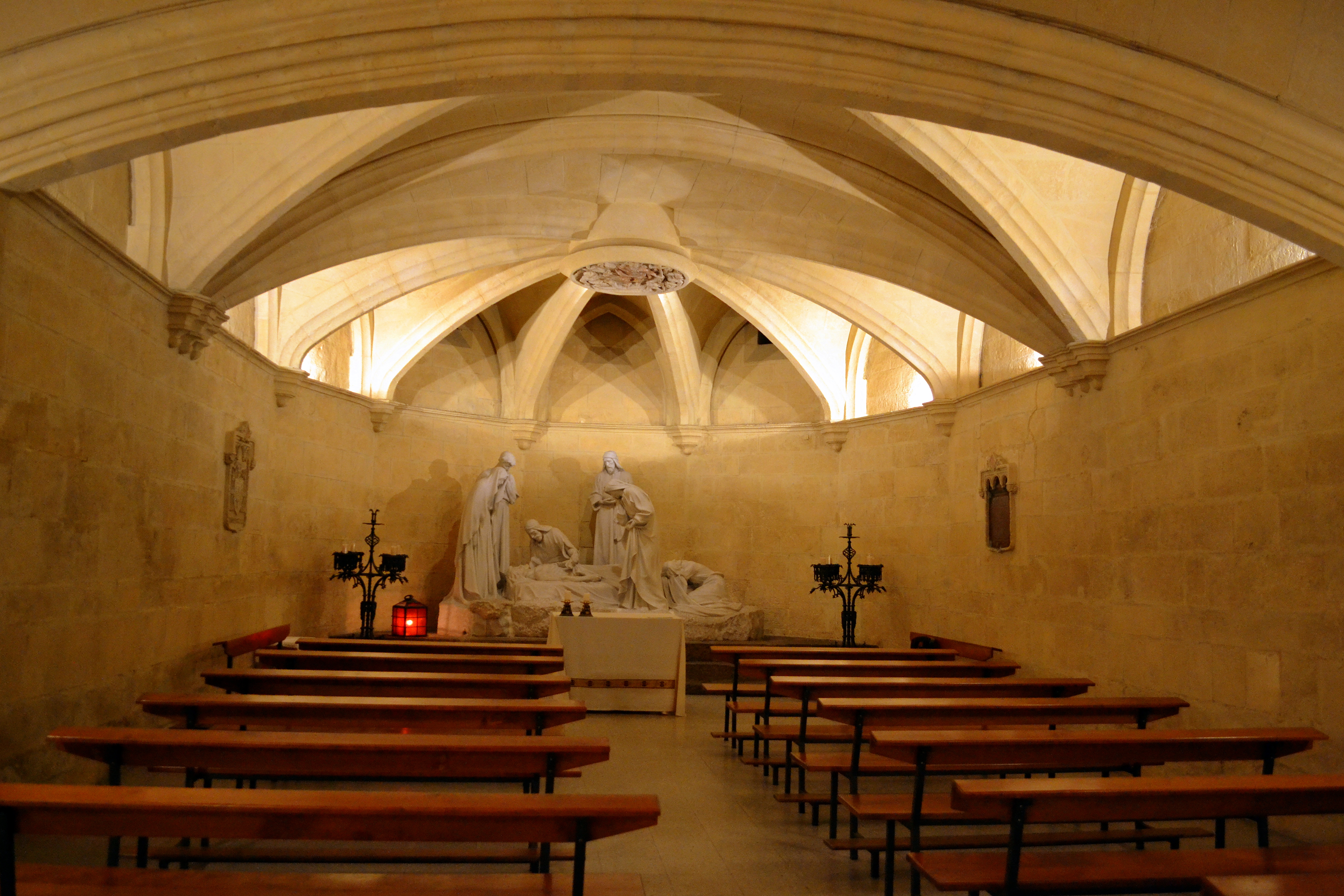
Cripta de Santa María de Villafranca, lugar de entierro de las reliquias de San Félix.

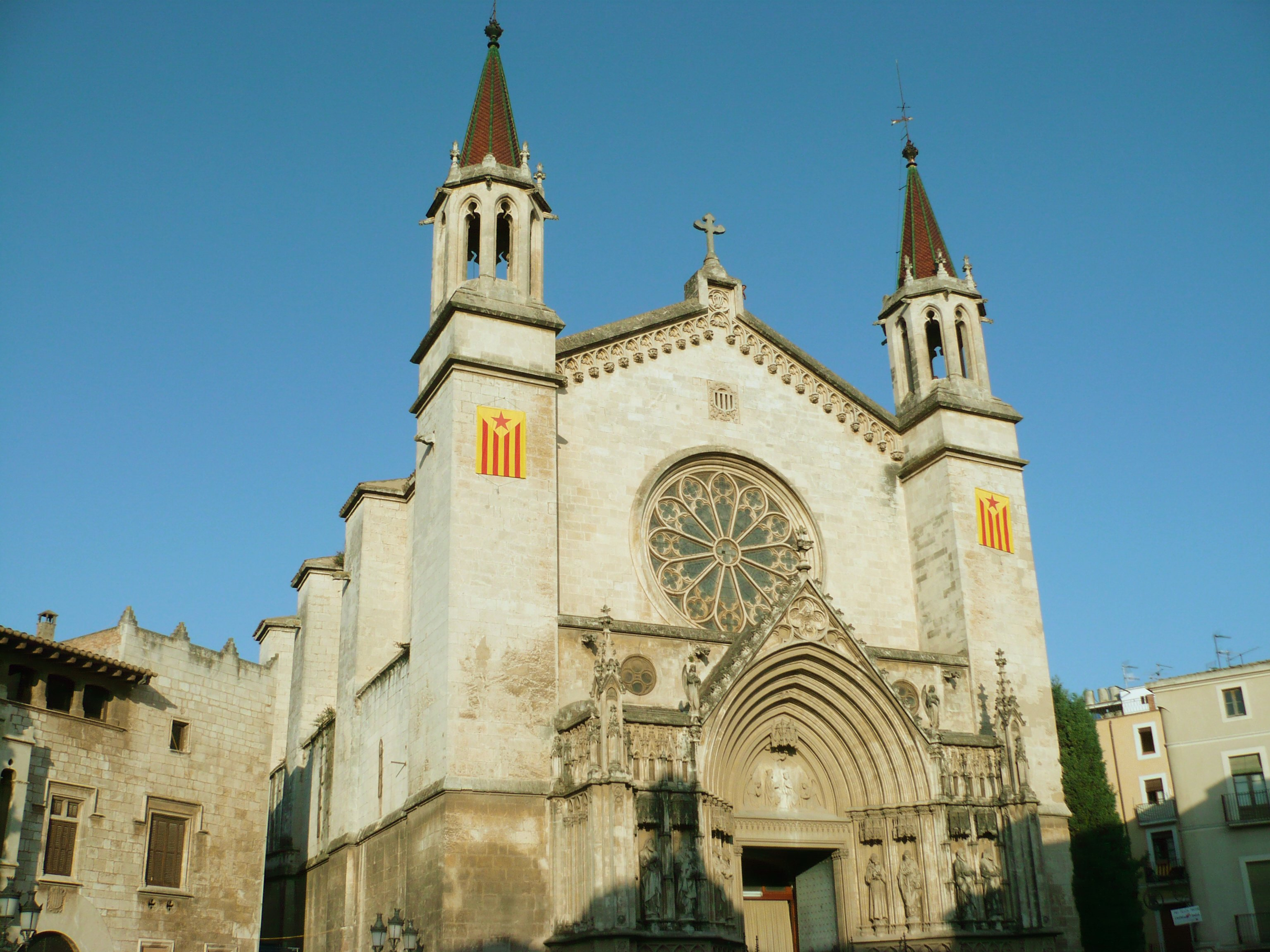
Iglesia de Santa María

Se trata de un cuerpo santo (o corposanto): la reliquia de un supuesto mártir encontrada en las catacumbas romanas y venerado como santo en un templo, pero de la vida del cual no se conoce nada y que no figura como santo en el martirologio romano, a pesar de que la veneración inmemorial lo hace objeto de culto litúrgico.
El cuerpo fue encontrado a la catacumba de Calepodio, en el tercer tramo de la vía Aurelia, en Roma. En 1699 fue llevado a Villafranca del Panadés. La llegada de las reliquias de San Félix coincidió con el final de una devastadora sequía que había dejado un rastro de hambre y miseria a la villa. Las salvadoras lluvias, se atribuyeron a la presencia del santo y por eso se empezó a hacer veneración. En el año 1776, acabaron para erigirlo como nuevo patrón junto con los patrones anteriores, San Raimundo de Peñafort y San Jocundo.
Las reliquias de San Félix estaban conservadas en la cripta de la Basílica de Santa María de Villafranca. En el siglo XIX la cripta fue sepultada y las reliquias fueron trasladadas al Santísimo Sacramento, hasta que se recuperó la cripta en 1886. En el año 1916 el obispo Torras i Bages regaló a la iglesia dos figuras de mármol del escultor Josep Llimona, para ser colocadas en la cripta: el entierro de Cristo, y el nuevo altar de San Félix. 
La actual imagen de San Félix fue estrenada en 1959. Es la que durante el año guardan los administradores en su casa, y solo sale a la calle por las tres procesiones de los días de Fiesta Mayor, y en los días de la novena, en la Basílica de Santa María de Villafranca, del 22 al 30 de agosto, donde se le cantan sus gozos. Esta imagen del 1959 sustituyó una que se había hecho anteriormente en 1939, y que era una copia de la pieza del siglo XIX que se quemó durante la Guerra Civil.
El 30 de agosto, durante la Fiesta Mayor de Vilafranca del Penedès, tiene lugar la Fiesta de San Félix, una importante exhibición castellera.